# Баблуани, Гела
Гела Теймуразович Баблуани (род. 1979[…], Тбилиси) — французский кинорежиссёр, сценарист, кинопродюсер и монтажёр грузинского происхождения.

## Биография
Гела Баблуани родился в 1979 году в Тбилиси (Грузинская ССР), СССР. В 17 лет эмигрировал во Францию.
В 2005 году снял свой первый полнометражный фильм — «Тринадцать», принёсший ему премию на кинофестивале в Венеции за лучшую первую картину, а на фестивале «Сандэнс» (2006) — приз жюри.
Следующий фильм, «Наследство», снятый совместно с Теймуразом Баблуани, получил на кинофестивале «Сандэнс» Специальный приз жюри.

### Семья
- Отец — Теймураз Баблуани, кинорежиссёр.
- Брат — Георгий (Жорж) Баблуани, актёр.

## Фильмография

### Режиссёр
- 2002 — À fleur de peau (короткометражный фильм)
- 2005 — Тринадцать / 13 Tzameti
- 2006 — Наследство / L’Héritage (совместно с Теймуразом Баблуани)
- 2010 — Тринадцать
- 2017 — Money
- 2019 — Секта

### Сценарист
- 2002 — À fleur de peau (короткометражный фильм)
- 2005 — Тринадцать / 13 Tzameti
- 2006 — Наследство / L’Héritage
- 2010 — Тринадцать
- 2017 — Money
- 2019 — Секта

### Продюсер
- 2005 — Тринадцать / 13 Tzameti
- 2006 — Наследство / L’Héritage

### Монтажёр
- 2006 — Наследство / L’Héritage
- 2010 — Тринадцать
- 2019 — Секта